# جر (فرعون)
الملك خنت دجر أو خنت (جر) هو فرعون من الأسرة المصرية الأولى وهو غير معروف; حكم في حوالي سنة 3050 ق م خلف الملك حور عحا وخلفه الملك دجت (وارجى) وعلى الأغلب أنه حكم لمدة 57 سنة ويعتقد أنه قام بحملات في بلد النوبة وليبيا.
اسمه يكتب بطريقتين الأولى مقترنة باسم حورس (حورس جر) ومز جر بالهيلوغريفي كيس من الصوف. أما الاسم الثاني آيتي ويوجد في أبيدوس وعلى الأغلب كان هذا اسمه عند الولادة.
وتوجد مقبرته بأبيدوس بجانب مقبرة زوجته مرنيث التي يعتقد أنها تولت الحكم لما كان ابنه قاصرا وعند اكتشاف مقبرته عثر على اربع اسوار كانت مربوطة فوق ساعد امرأة، ملفوف بالكتان. ولعلها كانت زوجة الملك خنت دجر، أو من أعضاء الأسرة المالكة.
وكانت الأساور مربوطة بأربطة من كتان، في موضع يمكننا من استنتاج الترتيب الأصلي لها.
وقد تكونت ثلاثة منها من أنواع مختلفة من الخرز، من ذهب وفيروز ولازورد وجمشت، وهو الأماتست.
أما الرابع فيتألف من سبع وعشرين لويحة، تمثل واجهة القصر، يعلوها الصقر حورس.
وتوضح تقدم قدماء المصريين في الصناعة في هذا الوقت المبكر من هذه الحضارة.

## عهده
تميز عهد الملك ((جر)) بعدم وقوع أي اضطرابات داخلية٫ كما تميز بتقدم الفنون والصناعات.
قام الملك ببناء مقبرته في أبيدوس وقد وجد له مقبرتين كبار في مدينة أبيدوس وسقارة.
شارك الملك دجر الملك عحا في غزواته ضد النوبة وانشاء حكمة حتى وصل إلى الجندل الثاني وهذه الأحداث تم تسجيلها على لوحة صغيرة من الحجر تم العثور عليها في منطقة جبل الشيخ سليمان حوالي 11 كم جنوب وادى حلفا. هذه اللوحة تم قطعها ونقلها إلى الخرطوم وهي الآن في حديقة متحف في الخرطوم وهذه اللوحة توضح اهتمام ملوك الأسرة الأولى بتأمين الحدود الجنوبية لمصر.
وفي عمليات حفر أخيرة أجريت في منطقة سقارة تم العثور على مقبرة كبيرة ترجع إلى حير نيت يعتقد أنها زوجة الملك دجر.

## المقبرة
على غرار والده حور عحا، دفن جر في أم العقاب في أبيدوس. مقبرة جر "O" من بيتري. قبره يحتوي على رفات 318 من الخدم الذين دفنوا معه. بدايتًا من الأسرة الثامنة عشر، كان التبجيل لمقبرة حور عحا كما تبجل مقبرة أوزوريس، ومجمع دفن الأسرة الأولى، والذي يتضمن مقبرة جر على حد سواء، كان من التقاليد الدينية المصرية المُهمة.
تم العثور على العديد من الأغراض في مقبرة جر:
- لوحة جر، والآن في متحف القاهرة ربمَّا أتت من أبيدوس.
- بطاقات ذكر اسم قصر واسم ميرت نيث.
- شظايا لمزهريتين منقوش عليها اسم الملكة نبث حوتب.
- تم العثور إسوار ملكة في جدار المقبرة.

المكتشفات من المقابر الثانَوِيّه:
- لوحات لعدة أفراد
- حاجيات من العاج مع اسم نبث حوتب عليها.
- ألواح من العاج.

أشار مانيتو إلى أن الأسرة الأولى حكمت من ممفيس - وبالفعل دفنت حور نيث، واحدة من زوجات جر، بالقرب من سقارة.

## معرض صور

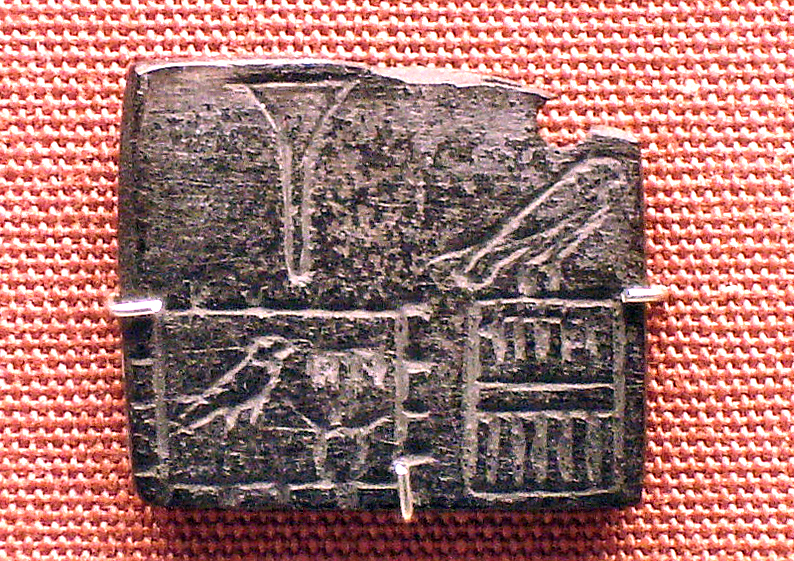
رُقْعَة عاجيه صغيرة تعود للفرعون جر تذكر اسم قلعة حصينة للملك "حور جر-إب".
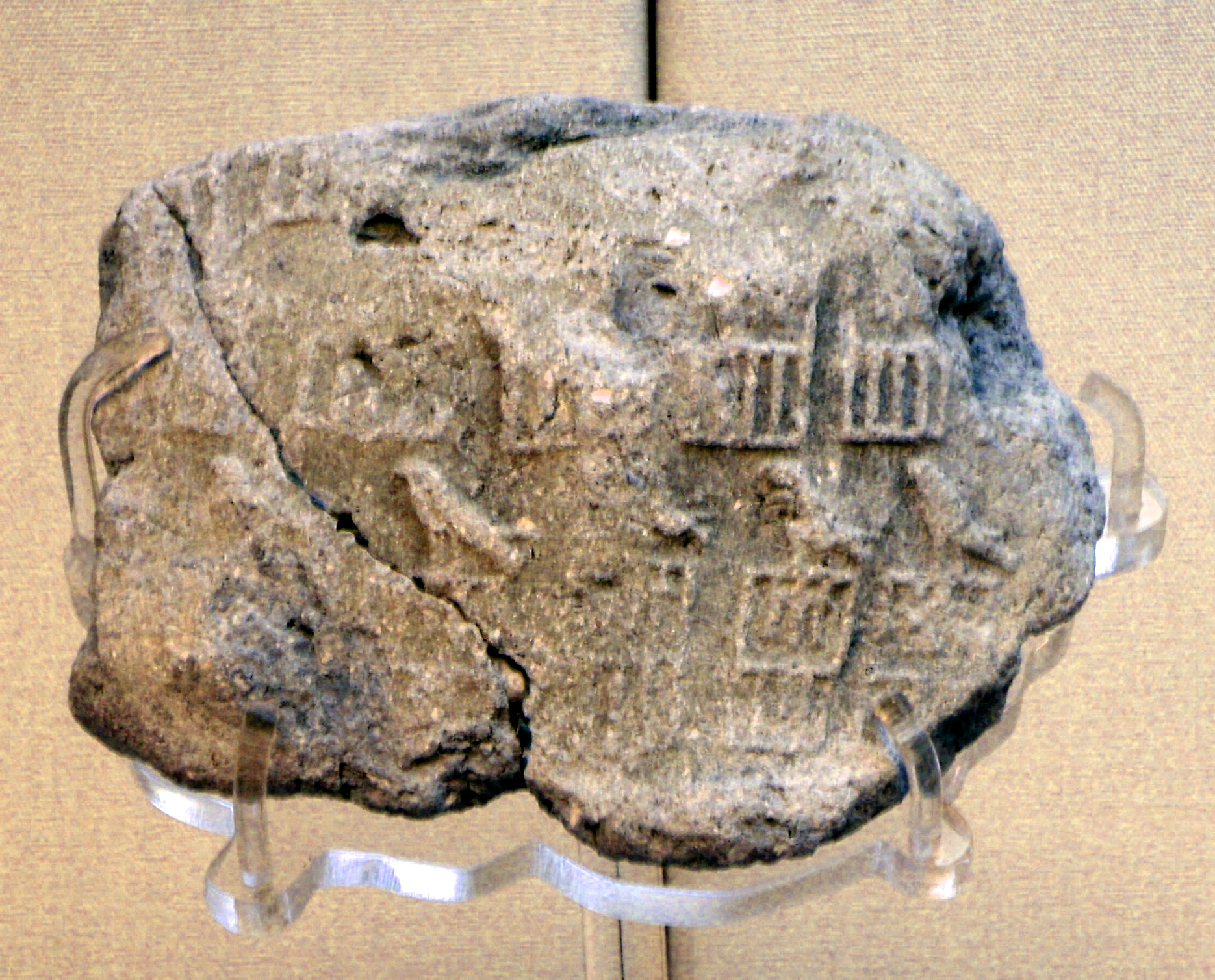
ختم انطباعي مع سيريخ تعود للفرعون جر وجدت في أبيدوس، معروضه في المتحف البريطاني
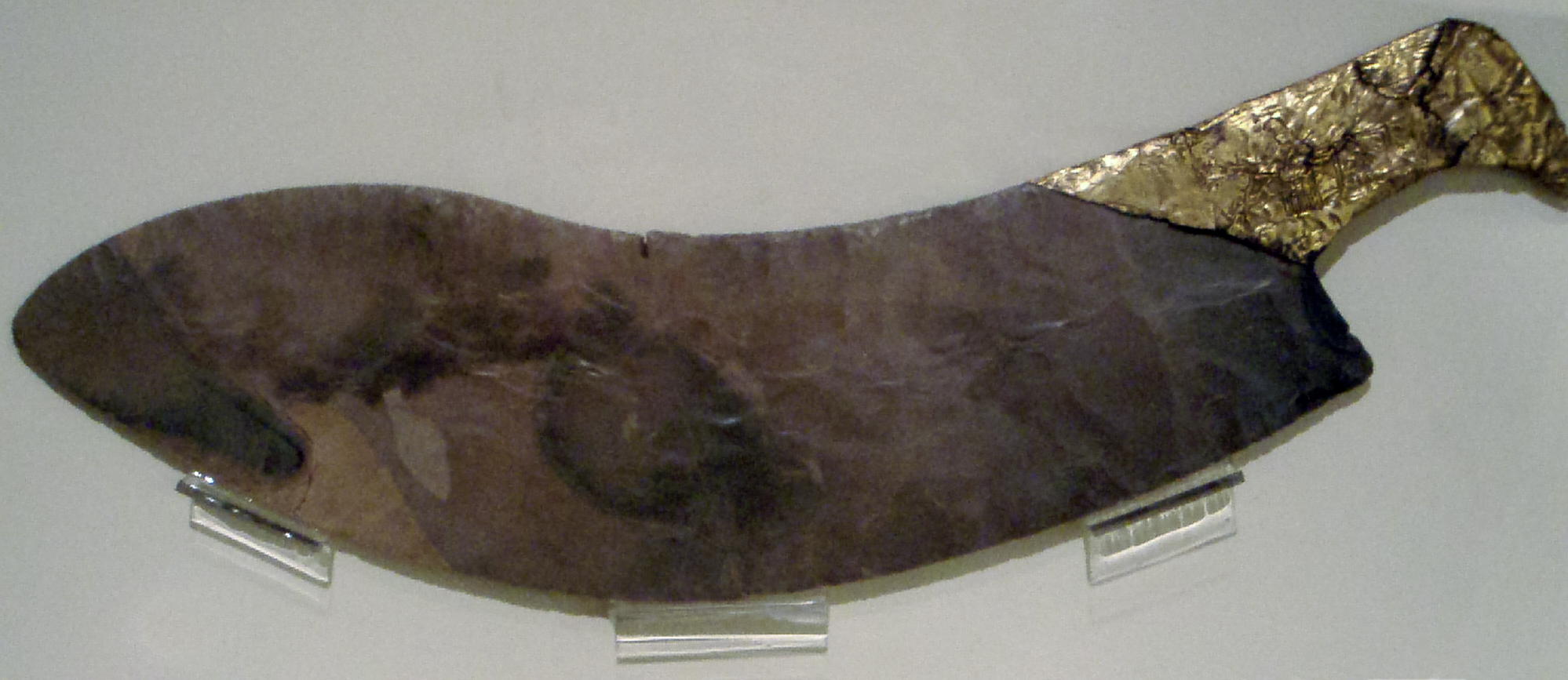
سكين صواني للطقوس مع اسم حورس جر مدرج على مقبضها الذهبي، معروضة في متحف أونتاريو الملكي
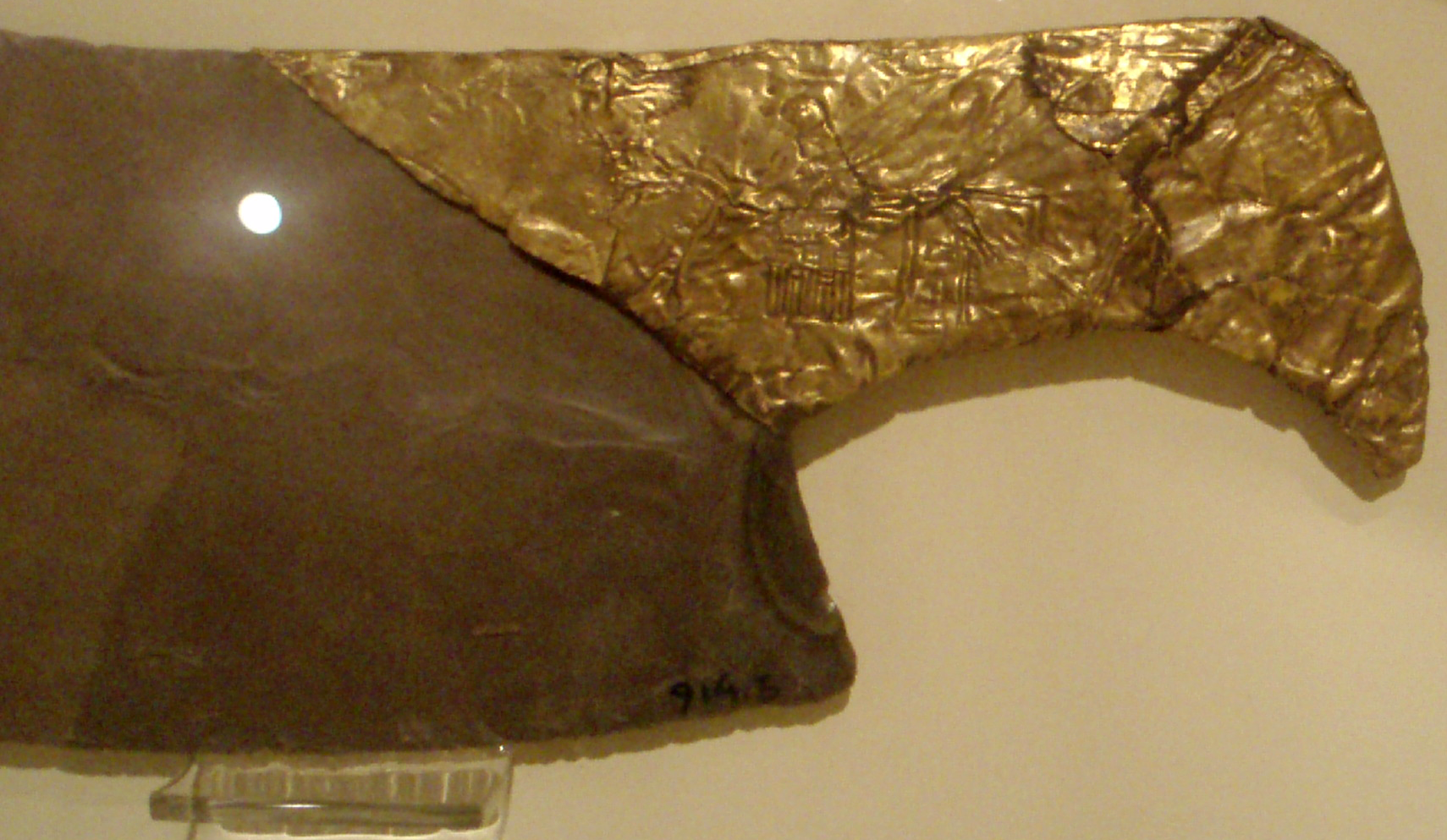
صورة مُقربه للسكين.